# Gemmula hastula
Gemmula hastula é uma espécie de gastrópode do gênero Gemmula, pertencente a família Turridae.